# ヒョードル・チュディノフ
ヒョードル・チュディノフ（英語: Fedor Chudinov, 1987年9月15日 - ）は、ロシアのプロボクサー。イルクーツク州ブラーツク出身。元WBA世界スーパーミドル級スーパー王者。兄は元WBA世界ミドル級暫定王者のディミトリー・チュディノフ。

## 来歴
2009年7月10日、アメリカ合衆国ネバダ州リノのリノ・イベンツ・センターでデビュー戦を行い、初回33秒TKO勝ちを収めた。
2014年3月23日、ロシアモスクワ州ノギンスクでステパン・ボジッチと独立国家共同体およびスロベニアボクシング事務局（CISBB）スーパーミドル級王座決定戦を行い、5回にボジッチからダウンを奪うと5回終了後にボジッチが棄権を申し出た為、王座獲得に成功した。
2014年6月28日、ドミニカ共和国サントドミンゴのシェラトン・サントドミンゴホテルでアンディ・ペレスとWBAフェデカリブスーパーミドル級王座決定戦を行い、1回、2回、3回と初回からペレスをノックダウンさせる展開となり、3回1分4秒TKO勝ちを収め王座獲得に成功した。
2014年7月12日、WBAはWBA世界スーパーミドル級1位でWBA世界スーパーミドル級暫定王者のスタニスラフ・カシュタノフとWBA世界スーパーミドル級2位のヒョードル・チュディノフとの間での指名試合指令を出した。
2014年9月2日、スタニスラフ・カシュタノフが現役引退を発表し暫定王座を返上した為、カシュタノフとの間で行われる予定だった指名試合は中止となった。
2014年12月11日、モスクワのダイナモ・スポーツ・パレスでWBA世界スーパーミドル級4位のベン・マカロックとWBA世界スーパーミドル級暫定王座決定戦を行い、2回2分1秒KO勝ちを収め王座獲得に成功した。
2015年5月9日、ドイツのフランクフルト・アム・マインのフェストハレで元ミドル級3冠王者でWBA世界スーパーミドル級2位のフェリックス・シュトルムとWBA世界スーパーミドル級レギュラー王座決定戦を行い、12回2-1(118-110 、116-112 、112-116)の判定勝ちを収めレギュラー王座に昇格した（記録上は暫定王座の初防衛）。
2015年7月24日、ウェンブリーのウェンブリー・アリーナでWBA世界スーパーミドル級13位のフランク・ブグリオーニと対戦する予定だったが、試合の2週間前にチュディノフがスパーリング中に鼻を骨折し延期となった。
2015年9月26日、イギリスのウェンブリーのウェンブリー・アリーナでWBA世界スーパーミドル級4位のフランク・ブグリオーニと対戦し、12回3-0（120-106、118-108、117-109）の判定勝ちを収め2度目の防衛に成功した。
2015年11月12日、スーパー王者アンドレ・ウォードが王座を返上したため、レギュラー王者のチュディノフを正規王者に認定された。
2015年12月5日、ハンブルク州ヴィルヘルムスブルクのインセルパークハーレでミドル級2冠王者フェリックス・シュトルムと対戦予定だったが、理由不明ながら延期となった。
2016年1月4日、WBAは、正規王者のチュディノフをスーパー王座に昇格した。また、WBAはスーパー王者になったチュディノフとシュトルムとの再戦で勝った選手はレギュラー王者に昇格したビンセント・フェイゲンブッツとの団体内統一戦を5月20日までに行うように指令を出した。
2016年2月20日、オーバーハウゼンのケーニッヒ・ピルスナー・アリーナで延期となっていたミドル級2冠王者フェリックス・シュトルムとの再戦を行い、プロ初黒星となる12回0-2（2者が113-115、114-114）の判定負けを喫し3度目の防衛に失敗、王座から陥落した。しかし、試合中に繰り出したパンチの手数がシュトルムの605発に対して、チュディノフは1022発と圧倒的に上回り、パンチのヒット数でもシュトルムの184発に対して、チュディノフは297発と大きく上回った。このためチュディノフ陣営は判定を不服として、試合結果をノーコンテストとすること及びシュトルムとの再々戦を義務付けるよう、WBAに提訴した。
試合後の同月22日、チュディノフは試合でグラント製のグローブを着用したが、試合中にグローブのマークが剥がれ落ち、グローブ自体の色も1試合使用しただけではありえない色の落ち方をした事、及び、グローブは握りにくく強いパンチが打てなかったと主張。試合までの間に、計量後に選んだグローブから不正が施されたグローブにすり替えられたのではないかと疑惑を持ったことから、使用したグローブを調査中であることを、チュディノフ陣営が公表した。
2016年4月16日、上述の試合後の薬物検査でシュトルムから違反薬物のスタノゾロールの陽性反応が出たとのニュースが報道された。シュトルムは薬物使用疑惑を否定し、ドイツボクシング協会のトーマス・ペウツ会長も「薬物使用が明らかになるまでは彼は潔白だ。必死になって否定しているとも思っていない。」と語ったが、薬物使用が明らかになればシュトルムの勝利が取り消され、長期の出場停止処分が下される可能性が浮上した。
2016年12月8日、WBAがWBA世界スーパーミドル級1位のヒョードル・チュディノフとWBA世界スーパーミドル級2位のジョージ・グローブスにフェリックス・シュトルムの返上で空位となったWBA世界スーパーミドル級スーパー王座決定戦で対戦するよう指令した。
2017年4月21日、WBAはWBA世界スーパーミドル級1位のヒョードル・チュディノフとWBA世界スーパーミドル級2位のジョージ・グローブスに対しWBA世界スーパーミドル級スーパー王座決定戦を行うよう指令を出した。
2017年5月27日、シェフィールドのブラモールレーンでWBA世界スーパーミドル級2位のジョージ・グローブスとWBA世界スーパーミドル級スーパー王座決定戦を行い、6回1分14秒TKO負けを喫し王座返り咲きに失敗した。
2019年12月13日、ロシアのウラジカフカスでハッサン・ヌダム・ヌジカムと対戦し、12回判定勝ちを収めた。
2022年4月29日、クラスノゴルスキーでアジズベック・アブドゥガフロフと対戦し、10回判定負けを喫した。

## 獲得タイトル
- 独立国家共同体およびスロベニアボクシング事務局（CISBB）スーパーミドル級王座
- WBAフェデカリブスーパーミドル級王座
- WBA世界スーパーミドル級暫定王座（防衛1度=レギュラー王座に認定）
- WBA世界スーパーミドル級レギュラー王座（防衛1=正規王座に認定）
- WBA世界スーパーミドル級王座（防衛0=スーパー王座に認定）
- WBA世界スーパーミドル級スーパー王座（防衛0）